# Nicolas Bonilauri
Nicolas Bonilauri est un réalisateur et scénariste français, réalisateur notamment de La Volante (2015) et de Camping sauvage (2005).

## Parcours
Nicolas Bonilauri intègre l’Ecole Nationale Supérieure d’Arts de Paris-Cergy en 1990 où il étudie le dessin, la sculpture et la photographie pendant 3 ans. En 1993, il entre à l’Université Paris VIII pour obtenir une maîtrise.
Les films (de long métrage) de Nicolas Bonilauri, sont réalisés avec un autre réalisateur, Christophe Ali. Ces deux réalisateurs ont travaillé ensemble sur chacun de leurs longs métrages, Le Rat (2001), Camping sauvage (2005) et La Volante(2015).
Nicolas Bonilauri et Christophe Ali se sont rencontrés dans un cinéma de quartier, le cinéma Jean Vigo à Gennevilliers, alors qu'ils étaient projectionnistes. Ils ont aussi étudiés ensemble à l'Université Paris VIII au département Cinéma où ils se retrouvent. Ils commencent alors à réaliser ensemble de premiers courts métrages,  O (1994), Le Souffle court (1995), El otro Barrio (1996) et Domingo (1998). Ce sera le début d'une longue collaboration qui se poursuivra par la réalisation de leur premier long métrage, Le Rat (2001). À cette occasion, la société de production Le Rat qui rit est créée en 1999.

## Filmographie

### Courts métrages
- 1994 : O (producteur, scénariste et réalisateur). Prix jeune créateur Télérama
- 1995 : Le souffle court (producteur, scénariste et réalisateur)
- 1996 : El otro barrio (scénariste et réalisateur)
- 1998 : Domingo (producteur, scénariste et réalisateur). Série, trois pilotes
- 2008 : Anna t'aime (producteur, scénariste et réalisateur)

### Longs métrages
- 2001 : Le Rat (scénariste et réalisateur)
- 2005 : Camping sauvage (scénariste et réalisateur)
- 2015 : La volante (scénariste et réalisateur)